# 10712 Malashchuk
10712 Malashchuk eller 1982 UE6 är en asteroid i huvudbältet som upptäcktes den 20 oktober 1982 av den rysk-sovjetiska astronomen Ljudmila Karatjkina vid Krims astrofysiska observatorium på Krim. Den är uppkallad efter Valentina Michajlovna Malasjtjuk.
Asteroiden har en diameter på ungefär tre kilometer och tillhör asteroidgruppen Nysa.